# Flat Bay
Flat Bay est une communauté, située sur l'Île de Terre-Neuve, dans la province de Terre-Neuve-et-Labrador, au Canada. Son ancien nom était Baie plate et provient du fait que la baie qui lui a donné son nom, longue d'une dizaine de kilomètres, s'assèche presque entièrement à marée basse.

## Municipalités limitrophes